# Pieter Gysel
Pour les articles homonymes, voir Gysel.
Pieter Gysel, né le 18 décembre 1980 à Louvain, est un patineur de vitesse sur piste courte belge.

## Carrière
Il dispute les Jeux olympiques d'hiver de 2002, de 2006 et de 2010.
Il remporte aux Championnats d'Europe la médaille d'argent en 2007 et la médaille de bronze en 2006.